# Orłowo (Ermland-Mazurië)

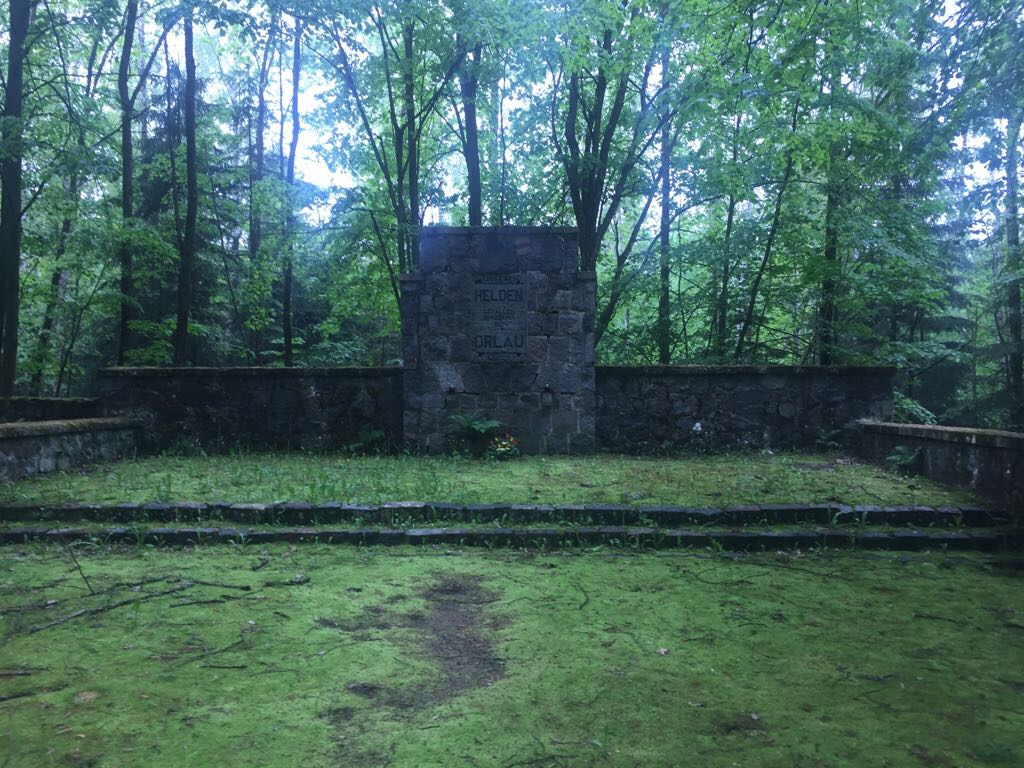
Centraal monument begraafplaats Orlau

Orłowo (Duits: Orlau)  is een dorp in de Poolse woiwodschap Ermland-Mazurië. De plaats maakt deel uit van de gemeente Nidzica. Het dorp telde 204 inwoners in 2011.

## Geografie
Dit dorp ligt in het westen van het Mazurisch Merenplateau, een morenengebied dat deel uitmaakt van de Baltische Landrug. Karakteristiek voor dit gebied zijn de talrijke meren, rivieren en zowel naald- als loofbomen. Het ligt nabij de bron van de rivier de Łyna.

## Sport en recreatie
- Door deze plaats loopt de Europese wandelroute E11. De E11 loopt van Den Haag naar het oosten, op dit moment de grens Polen/Litouwen. Ter plaatse komt de route van het westen van Żelazno, en vervolgt in noordoostelijke richting via Likusy naar Brzeźno Łyńskie.